# باسيل هول
باسيل هول (بالإنجليزية: Basil Hall)‏ كان ضابط بريطاني بحري من اسكتلندا، ومسافر، ومؤلف ، ينتمي إلى المجتمع الملكي (31 ديسمبر 1788 إلى 11 سبتمبر 1844). وكان الابن الثاني للسير جيمس هول، البارون الرابع، وهو أيضاً رجل بارز العلم.

## روابط خارجية
- باسيل هول على موقع الموسوعة البريطانية (الإنجليزية)